# Ramnagar
Ramnagar é um cidade no distrito de Pashchim Champaran, no estado indiano de Bihar.

## Geografia
Ramnagar está localizada a 27° 10′ N, 84° 19′ L. Tem uma altitude média de 85 metros (278 pés).

## Demografia
Segundo o censo de 2001, Ramnagar tinha uma população de 38.549 habitantes. Os indivíduos do sexo masculino constituem 53% da população e os do sexo feminino 47%. Ramnagar tem uma taxa de literacia de 48%, inferior à média nacional de 59,5%: a literacia no sexo masculino é de 57% e no sexo feminino é de 38%. Em Ramnagar, 19% da população está abaixo dos 6 anos de idade.